# Euploea biaka
Euploea biaka är en fjärilsart som beskrevs av James John Joicey och Talbot 1916. Euploea biaka ingår i släktet Euploea och familjen praktfjärilar. Inga underarter finns listade i Catalogue of Life.